# حمادي ديوب
حمادي ديوب ولد 2002هو لاعب كرة قدم سنغالي يلعب حاليًا مع نادى شارلوت في الدوري الأمريكي لكرة القدم . كان ديوب هو الاختيار الشامل الأول فيسيبردافت

## روابط خارجية
- الملف الشخصي للنمور كليمسون